# 卡特隆 (密蘇里州)
卡特隆（英語：Catron）是位於美國密蘇里州新馬德里縣的城市。

## 人口
根據2020年美國人口普查的數據，卡特隆的面積為0.96平方千米，皆為陸地。當地共有人口41人，而人口密度為每平方千米43人。